# Liste der Bodendenkmäler in Jettingen-Scheppach
Auf dieser Seite sind die Bodendenkmäler in dem schwäbischen Markt Jettingen-Scheppach zusammengestellt. Diese Tabelle ist eine Teilliste der Liste der Bodendenkmäler in Bayern. Grundlage ist die Bayerische Denkmalliste, die auf Basis des Bayerischen Denkmalschutzgesetzes vom 1. Oktober 1973 erstmals erstellt wurde und seither durch das Bayerische Landesamt für Denkmalpflege geführt wird. Die folgenden Angaben ersetzen nicht die rechtsverbindliche Auskunft der Denkmalschutzbehörde.

## Bodendenkmäler in Jettingen-Scheppach
| Lage | Objekt | Akten-Nr.     | Bild           |
| --- | --- | ------------- | -------------- |
| Allerheiligenstraße 70 (Standort) | Mittelalterliche und frühneuzeitliche Befunde im Bereich der katholischen Wallfahrtskirche Allerheiligen in Allerheiligen, Burgstall des Mittelalters. | D-7-7528-0115 | weitere Bilder |
| (Standort) | Burgstall des Mittelalters. | D-7-7528-0116 |                |
| (Standort) | Siedlung der vorgeschichtlichen Metallzeiten. | D-7-7528-0120 |                |
| (Standort) | Mittelalterliche und frühneuzeitliche Befunde im Bereich der katholischen Pfarrkirche Mariä Himmelfahrt in Scheppach.                                  | D-7-7528-0174 |                |
| Gut Unterwaldbach 1 (Standort) | Mittelalterliche und frühneuzeitliche Befunde im Bereich des Schlosses Unterwaldbach.                                                                  | D-7-7528-0175 |                |
| (Standort) | Grabhügel vorgeschichtlicher Zeitstellung. | D-7-7529-0060 |                |
| 3 Teilflächen im Scheppacher Forst beiderseits der A 8; Gedenktafel an einem Waldweg nördlich der A 8 in Richtung Zusmarshausen (Standort) | Waldmontagewerk Kuno I der NS-Rüstungsproduktion. | D-7-7529-0063 |                |
| Hauptstraße 40 (Standort) | Mittelalterliche und frühneuzeitliche Befunde im Bereich der Pfarrkirche St. Martin in Jettingen.                                                      | D-7-7628-0012 | weitere Bilder |
| (Standort) | Burgstall des Mittelalters. | D-7-7628-0016 |                |
| (Standort) | Burgstall des Mittelalters. | D-7-7628-0019 |                |
| Obere Dorfstraße 29 (Standort) | Mittelalterliche und frühneuzeitliche Befunde im Bereich der katholischen Pfarrkirche Mariä Verkündigung in Freihalden und ihrer Vorgängerbauten.      | D-7-7628-0071 | weitere Bilder |
| Schloßstraße 6, 8 (Standort) | Mittelalterliche und frühneuzeitliche Befunde im Bereich des Schlosses Jettingen.                                                                      | D-7-7628-0072 | weitere Bilder |
| Leonhardsweg 1 (Standort) | Mittelalterliche und frühneuzeitliche Befunde im Bereich der katholischen Pfarrkirche St. Leonhard in Schönenberg.                                     | D-7-7628-0076 |                |
| Weberstraße 28 (Standort) | Mittelalterliche und frühneuzeitliche Befunde im Bereich der katholischen Kapelle St. Leonhard in Jettingen.                                           | D-7-7628-0078 |                |
| Hauptstraße 324 (Standort) | Mittelalterliche und frühneuzeitliche Befunde im Bereich der katholischen Pfarrkirche St. Peter und Paul in Ried.                                      | D-7-7628-0079 | weitere Bilder |
| Eberstall 6 (Standort) | Mittelalterliche und frühneuzeitliche Befunde im Bereich des Schlosses Eberstall.                                                                      | D-7-7628-0094 | weitere Bilder |
| (Standort) | Burgstall des Mittelalters. | D-7-7628-0110 |                |